# Andinoacara
В июне 2009 6 видов из временного рода Aequidens были переведены в новый род Andinoacara Musilova, Z., Rican, O. & Novak, J., 2009

## Виды
- Andinoacara biseriatus (Regan 1913)
- Andinoacara coeruleopunctatus (Kner 1863)
- Andinoacara latifrons (Steindachner, 1879)
- Andinoacara pulcher (Gill 1858) — акара голубовато-пятнистая
- Andinoacara rivulatus (Günther 1860) — акара бирюзовая
- Andinoacara sapayensis (Regan, 1903)
- Andinoacara stalsbergi Musilová, Schindler & Staeck 2009

## Галерея

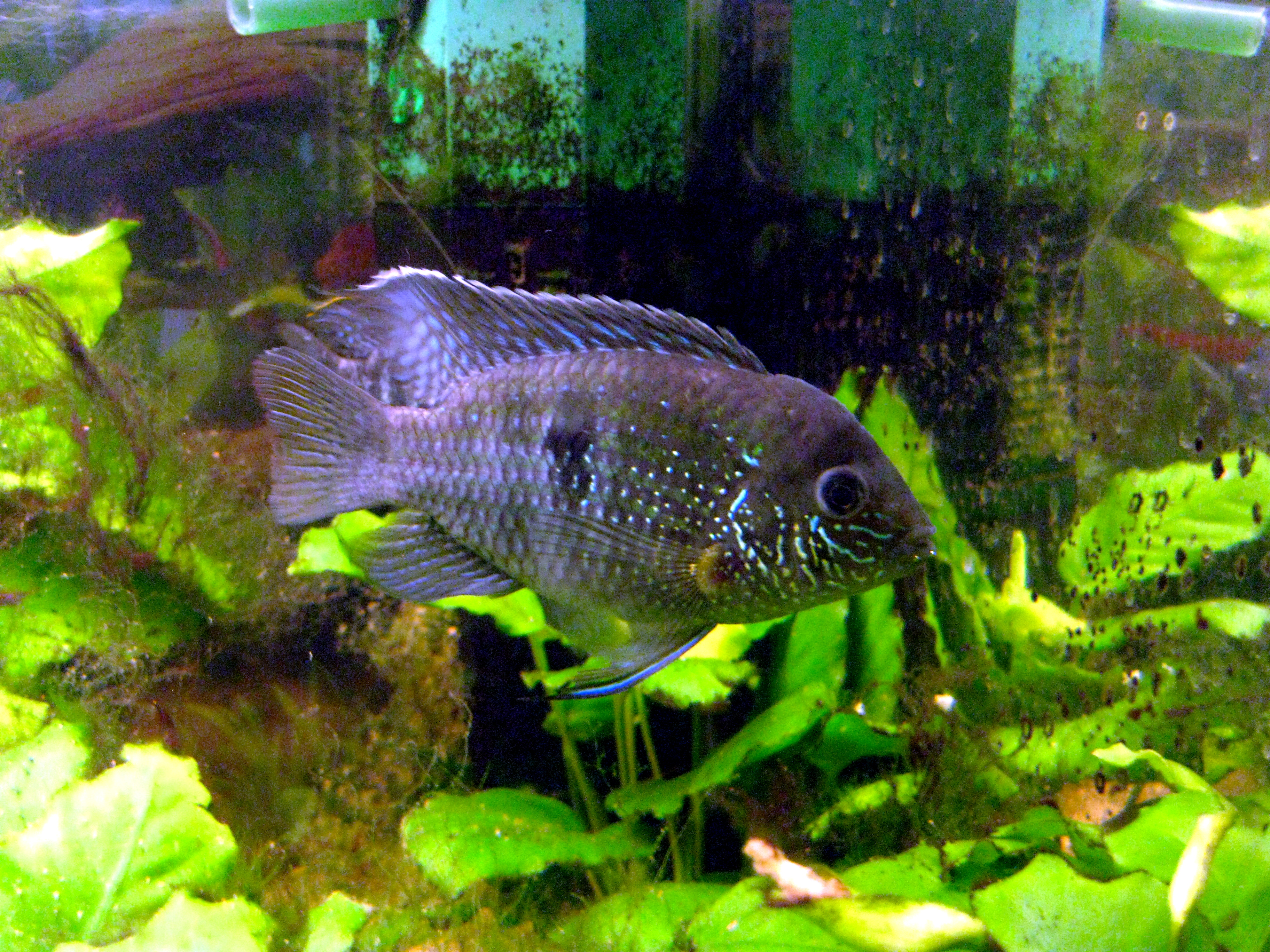
Голубая акара (Andinoacara pulcher)
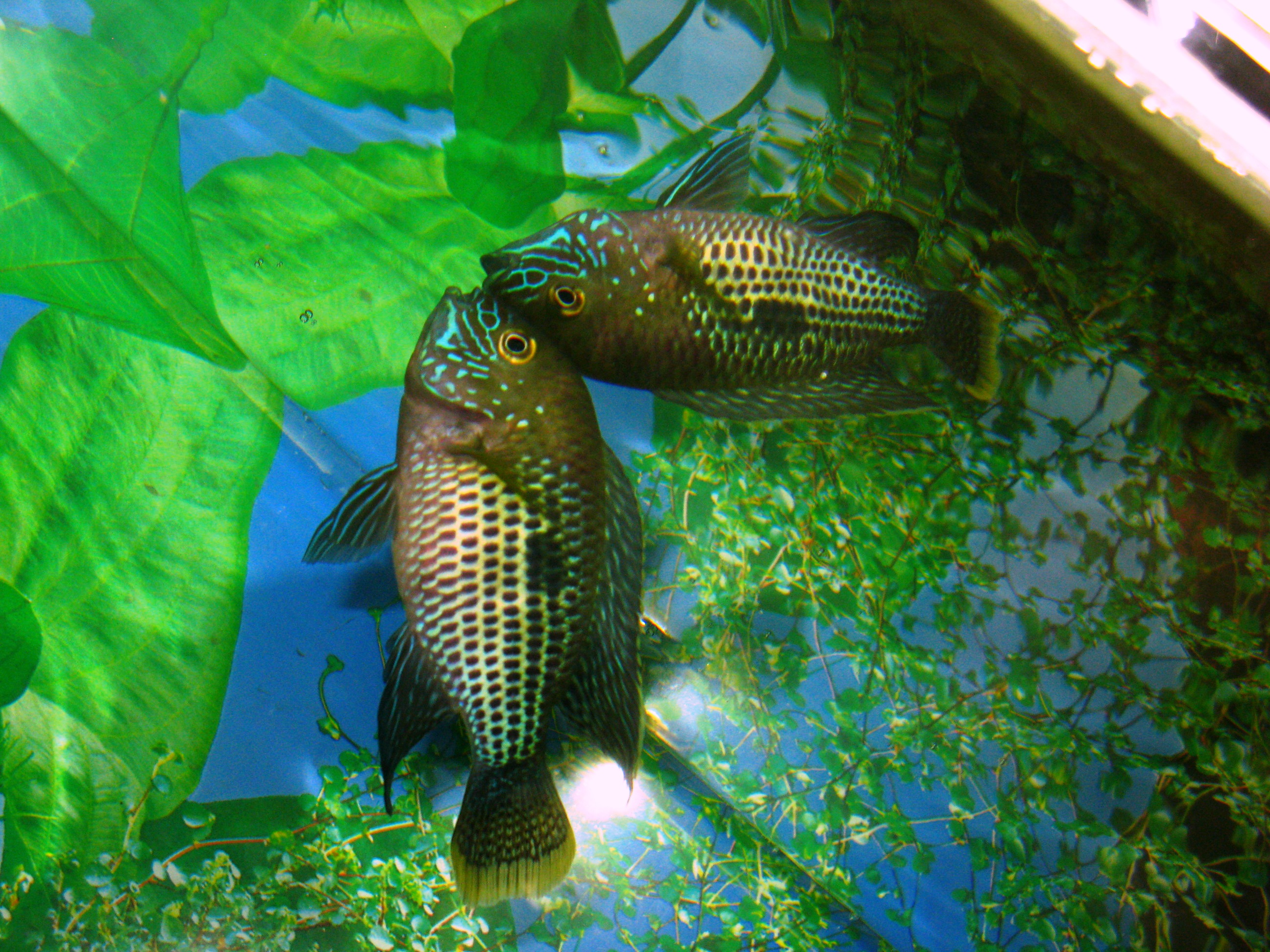
Бирюзовая акара (Andinoacara rivulatus)